# .aero
.aero je generická doména nejvyššího řádu vytvořená 17. května 2005 a spravovaná společností Dot Aero Council. Je vyhrazená pro obor letectví. Jedná se o první doménu založenou pouze na jednom typu odvětví.
Doména .aero je rezervována pro společnosti, organizace, asociace, vládní agentury a jednotlivce v leteckém průmyslu.
V současné době jsou dvoupísmenné domény druhé úrovně vyhrazeny pro aerolinky a třípísmenné domény pro letiště.
Registrace je možná pouze přes akreditované registrátory.
Ze zprávy Summit Strategies International kterou vypracovala pro ICANN vyplývá, že registrátoři a sponzoři domény porušují nadefinovaná kritéria pro vznik domény. Díky tomu existují stránky pod .aero, které nemají nic společného s letectvím. Stejné zjištění se týká i domén .museum a .coop.